# Clan Cholmáin
Le Clan Cholmáin est un clan irlandais, branche méridionale des  Uí Néill. Il est constitué par la descendance de Colmán Már mac Diarmato, fils de Diarmait mac Cerbaill.

## Histoire
Le clan compte en son sein de nombreux Rois de Mide (Meath). Ils s'établissent initialement sur la colline d'Uisneach, occupée depuis la préhistoire d'ou leur titre de  « ríg Uisnig ». Au Xe siècle et XIe siècle leurs successeurs les Uí Máelshechlainn s'établiront à  Cro-inis sur le lac Lough Ennell ou Rathconnel près de Mullingar dans l'actuel comté de Westmeath
D’autres clans lui sont apparentés à travers Conall Cremthainne et Diarmait mac Cerbaill, y compris les Síl nÁedo Sláine, les rois de Brega descendant du plus jeune frère Áed Sláine, et le clan de moindre importance Clann Cholmáin Bicc (ou Caílle Follamain), descendant du frère cadet putatif Colmán Bec.
Les plus importants rois du Clan Cholmáin sont :
- Murchad Midi mac Diarmato († 715)
- Domnall Midi († 763)
- Donnchad Midi mac Domnaill († 797)
- Máe Seachnaill mac Máe Ruanaid († 862)
- Flann Sinna († 916)
- Donnchad Donn († 944),
- Máel Sechnaill mac Domnaill († 1022)
- Conchobar mac Domnaill Ua Máelshechlainn († 1073)
- Murchad mac Domnaill Ua Máelseachnaill († 1153)

## Sources
- (en) Edel Bhreathnach (ouvrage collectif sous la direction de), The Kingship and landscape of Tara, Dublin, Four Courts Press, 2005, 536 p. (ISBN 1851829547), p. 344-344 Table 3 Clann Cholmáin.
- (en) T.W Moody, F.X. Martin,F.J. Byrne, Maps, Genealogies, Lists. A companion to Irish History part II, Oxford, Oxford University Press, coll. « A New History of Ireland » (no 9), 2011, 674 p. (ISBN 9780199593064)
- (en) Francis John Byrne,Irish Kings and High-Kings. Batsford, London, 1973.  (ISBN 0-7134-5882-8)
- (en) Jaski Bart, Genealogical tables of medieval Irish royal dynasties, Dublin, Four Courts Press, 2013 (ISBN 9781846824265), p. 101-102 Tableau-22  Ua Mailsechlainn &  Tableau-23  Ua Mailsechlainn 13th-16th c.